# فاليري شارول
فاليري شارول تعتبر بانهاة فيلسوفة فرنسية ولدت 26 افريل سنة 1969 في ديجون.

## المذكرات و المراجع
1. 1 2   https://www.whoswho.fr/bio/valerie-charolles_68488. {{استشهاد ويب}}: |url= بحاجة لعنوان (مساعدة) والوسيط |title= غير موجود أو فارغ (من ويكي بيانات) (مساعدة)
2. 1 2 3   http://www.lesbiographies.com/#/Biographie/charolles-valerie,53002. {{استشهاد ويب}}: |url= بحاجة لعنوان (مساعدة) والوسيط |title= غير موجود أو فارغ (من ويكي بيانات) (مساعدة)